# Журавлини
Журавли́ни — пасажирський залізничний зупинний пункт Рівненської дирекції Львівської залізниці.
Розташований на півдні села Мизове, Старовижівський район, Волинської області на лінії Ковель — Заболоття між станціями Мощена (8 км) та Заболоття (39 км).
Станом на лютий 2019 року щодня чотири пари дизель-потягів прямують за напрямком Ковель-Пасажирський — Хотислав/Заболоття.